# Tatabánya-Óváros
Óváros Tatabánya városrésze, a város négy fő alapító tagjának egyike. A várossá váláskor úgynevezett "hat ajtós" házak álltak ezeken a területeken, melyeket később lebontottak. Napjainkban panel és tömb házak láthatóak Óvárosban.
Tatabánya-Óváros rendelkezik a település bányászati múltjára utaló, jellegét meghatározóan formáló legtöbb épülettel. Ezek a város arculatának sokszínűségét tükrözik, nélkülük Tatabányának nem lenne meg a maga sajátos jellege. Ilyen meghatározó épület a Jászai Mari Színház-Népház, az egykori bányatiszti kaszinó, a liget, a Szent István templom, a valamikori községháza, a régi bányakórház épülete, vagy a sportlétesítmények. Fennmaradt néhány különleges ipari emlék is (szállítópálya-szakasz, lejtakna lejáratok, ipari skanzen), melyek a bányászat múltjának és hagyományainak őrzői.

## Látnivalók
- Óvárosi Szent István Templom
- Jászai Mari Színház
- Május 1 Park
- Ifjúsági Park (Liget)
- Árkádok (Városrész központja)

## Elhelyezkedése
Óváros Tatabánya Keleti oldalán található, Felsőgalla és Alsógalla között.

## Belterületek
- Gál István Lakótelep
- Ságvári Lakótelep
- Cseri Lakótelep
- Bárdos Lakópark
- Napsugár Lakópark
- Paletta Lakópark

## Oktatás
- Óvárosi Általános iskola
- József Attila Általános Iskola
- Bárdos László Gimnázium
- Kossuth Lajos Közgazdasági és Humán Szakközépiskola
- Mikes Kelemen Felnőtt és Ifjúsági Gimnázium